# Капитал Форт
„Капитал Форт“ (на английски: Capital Fort) е офис сграда клас А в българската столица София. Намира се в близост до метростанция „Цариградско шосе“ и търговските центрове Интер Експо Център, София Аутлет Център, Метро Кеш & Кери и Техномаркет.

## История
Проектът е дело на архитектурното бюро „А и А архитекти“ в партньорство с английската компания Atkins. Строителството ѝ започва в началото на 2010 г., като първата копка е направена на 29 януари в присъствието на тогавашния министър на регионалното развитие и благоустройството Росен Плевнелиев. Грубият строеж е завършен през ноември 2012 г. Вложените средства за изграждането на сградата са между 60 и 80 млн. евро.
По-големи наематели (към октомври 2015 г.): Вистеон (7300 m²), Скрил (5000 m²), Юро Алайънс Енджиниъринг, Скейлфокъс, Консентрикс, Апком, OMV.

## Структура
С височината си от 126 m сградата е най-високата сграда в страната. Има 24 офисни етажа, 12 асансьора, разгъната площ от 80 795 m². Сградата разполага с 2 подземни етажа, в които могат да паркират 717 автомобила. Прозорците в сградата са неотваряеми, което ограничава достъпа на свеж въздух в нея.